# Fakse
Fakse é um município da Dinamarca, localizado na região sul, no condado de Storstrom.
O município tem uma área de 147 km² e uma população de 12 384 habitantes, segundo o censo de 2004.